# Qualitygame
Qualitygame è un'azienda italiana produttrice di giochi da tavolo e di ruolo dal 1994 al 2002. Nel 2018 ha ripreso l'attività con il nome Quality Games.
Nel 2021 viene acquistata da Acheron Books.

## Storia
Giovanni Caron e Andrea Angiolino fondano la Qualitygame nel 1994. Il primo titolo prodotto dall'azienda è Kupido, ideato dallo stesso Caron. Distinguendosi per l'attenzione verso gli autori esordienti, la Qualitygame gli fa seguire Algoritmo di Giacomo Dotta, vincitore della prima edizione del Premio Archimede per giochi inediti.
In un mercato italiano del gioco da tavolo che all'epoca offre ben poche possibilità distributive a editori medio-piccoli, la Qualitygame cerca sbocchi all'estero collaborando con grandi case editrici straniere: una strada che a metà degli anni novanta è ancora pionieristica. Pubblica quindi Reggi un attimo, di Luigi Ferrini e Leonardo Dolfi, vincitore del premio Gioco Inedito di Lucca Games nel novembre 1995: il titolo viene tradotto dalla Pressman in inglese come Hold Everything! e dalla Amigo Spiele in tedesco come Alles im Griff. Collaborando con la casa editrice Epta, Qualitygame fonda l'azienda di distribuzione Iperdado: tramite essa cede i diritti del gioco Pinko Pallino di Mirko Marchesi alla Gigamic, che lo lancia nel mondo come Quoridor rendendolo un best seller. Contemporaneamente porta in Italia giochi esteri come Entdecker, di Klaus Teuber, cui viene assegnato nel 1998 il premio italiano Gioco dell'Anno.
La collana più nota della Qualitygame è quella de I giochi del 2000, venduti sotto forma di libretto al prezzo di 2 000 ciascuno. La serie arriva a comprendere 23 titoli per un totale di 30 autori. Tra loro personaggi già noti del mondo del gioco ma anche molti esordienti, fra cui Luca Giuliano, Beniamino Sidoti, Antonello Lotronto, Mauro Teragnoli, Domenico Di Giorgio. Non mancano traduzioni di prodotti stranieri come Maschiacce armate pesantemente di Greg Porter, illustrato da Giuseppe Palumbo. Si spazia dai giochi di ruolo ai librogame, dai wargame ai fantasport, dai giochi di comitato ai giochi di carte. Fatto all'epoca rarissimo per i giochi di ruolo italiani, due titoli vengono tradotti in inglese: li pubblica la casa editrice amatoriale On-a-Stick Publications.
I giochi del 2000 hanno un ruolo chiave nella riscoperta dei soldatini Atlantic, prodotti in plastica negli anni settanta e ottanta dall'omonima azienda e cari a una generazione di bambini. Il 29 ottobre 1995 esce infatti il wargame tridimensionale Atlantic Wars di Roberto Gigli, che mescola antichi romani e camicie nere, Settimo Cavalleria e Bersaglieri d'Italia con intenti nostalgici e parodici. Nel marzo 1997 il gioco è oggetto di una puntata della trasmissione di Rai Radio Due Giocando: dalla telefonata di un ascoltatore si scopre che alcuni degli stampi sono ancora in Italia, mentre gli altri sono dispersi in Iraq. La Nexus Editrice, con cui la Qualitygame collabora, riprende così la produzione di questi soldatini con successo internazionale.
Alla fine degli anni novanta la Qualitygame cessa l'attività. Rifondata nel 2018 con il nome Quality Games, riprende l'attività con il lancio del gioco di ruolo Lex Arcana di Leo Colovini, Dario De Toffoli, Marco Maggi e Francesco Nepitello. Il titolo è stato lanciato su Kickstarter il 18 settembre 2018, sia in italiano che in inglese, raggiungendo l'obiettivo di 20.000€ in 99 minuti. L'edizione italiana verrà pubblicata da Need Games!.